# Mario Berrino
Mario Berrino (Alassio, 22 de setembro 1920 — Alassio, 3 de agosto de 2011) foi um pintor italiano, ativo no Principado de Mônaco.

## Biografia
Sob a orientação de seu pai Angelo, um veterano da Primeira Guerra Mundial, com os irmãos Elio, George e Adriano, conseguiu no período pós-guerra um famoso local Liguria ocidental: o  Cafe Roma  de Alassio. Nos anos do grande renascimento Cafe Roma tornou-se o favorito dos artistas nacionais e internacionais famosos, incluindo Ernest Hemingway que se tornou seu amigo próximo.
Mario Berrino amigo submetido Ernest Hemingway a ideia de transformar uma parede em frente ao balcão de seu bar  Cafe Roma ,  'um rústico muro baixo que arginava o jardim público em uma sucessão de telhas irregulares , cores vivas que iria levar as assinaturas dos clientes mais ilustres do Café Roma, incluindo Carlo Biotti, a ideia ele imediatamente gostou de Ernest Hemingway, que freqüentemente conversava com Biotti, e foi assim que ele aprovou entusiasticamente.
Não foram especialmente editadas pela cidade de Alassio as três primeiras telhas de cerâmica, feitas pelo oleiro Ivos Pacetti e assinatura do escritor, ou o Quartetto Cetra e o violonista Cosimo Di Ceglie, foram afixados por Mario Berrino e Ernest Hemingway. ] quase secretamente no alvorecer de 1953. Assim natau Muretto di Alassio, aplicada uma instalação Instalação destinado a continuar a sua impressão mesmo após a morte.
Criador vulcânico de iniciativas, também é lembrado pelo concurso de beleza Miss Muretto começou em 1953; o concurso "Aria Pura di Alassio", vendido em 500 liras e exportado para a metade da Europa, inspirado nos potes menos românticos de Piero Manzoni; o Sciaccagiara, com pilotos de Formula 1 na corrida em rolos, em que participou entre outros também várias celebridades monegascas, além de Clay Regazzoni e James Hunt; a Festa degli Innamorati, onde a mais bela carta de amor é premiada no Muretto di Alassio no dia de Dia dos Namorados, que continua ainda. Foi ele quem criou o logotipo do "peixe-beijo", usado pela cidade de Alassio em várias ocasiões.
Uma área do Caffè Roma, chamada “La buca del Muretto”, tornou-se uma verdadeira galeria de arte, e ali exibiram com Mario Berrino, importantes artistas como Lucio Fontana, Wilfredo Lam, Aligi Sassu, Umberto Lilloni, Franco Balan, os ceramistas e escultores de Albisola.

## Estilo
Seus conhecimentos, juntamente com os estudos artísticos do professor Busnelli sobre as técnicas de aquarela, têmpera, encáustica e óleo, estimularam-no a pesquisar e deram-lhe o impulso de começar a pintar e expor suas pinturas. 
Em 1960 ele já é um pintor estabelecido com citações estáveis está crescendo constantemente entre colecionadores internacionais. Ele começou como fotógrafo para estudar as formas, e depois com a pintura, seus trabalhos mais valiosos são os raros retratos, pinturas e desenhos também a lápis ou pastel, simples e essenciais descendentes de famílias principescas, nobres e industriais entre Monte Carlo e Riviera da Ligúria.
Berrino olhou para sua arte sem a preocupação, comum a muitos artistas, de obedecer à arrogância presunçosa dos críticos. Ele era um homem livre que liberou a liberdade através de sua arte. (Pier Franco Quaglieni). Sua pintura é variada, colorida, cheia de luz, figuras, objetos, paisagens; em uma busca contínua quase sedimentar todas as lições de realismo até o limiar do abstrato ... em Mario Berrino há sempre o partido da cor, como no personagem há a festividade do generoso. (Giorgio Saviane). Destaco a paisagem evocativa e os motivos de Mario Berrino que efetivamente caracterizam ambientes e figuras com bela naturalidade (Marziano Bernardi). Une fois que mon père a terminé une peinture, il a transformé la palette de couleurs qu'il avait utilisée en une petite œuvre d'art (Luisella Berrino). Le mois de la culture s'ouvre de la meilleure façon avec Mario Berrino, ces couleurs, chaudes et fortes, pleines de sensations. Un art qui évoque des rêves et des sentiments de paix. Il n'aurait pas pu être un meilleur départ. (Antonio Morabito, Ambassadeur d'Italie à Monaco, 2013). Mario Berrino peint avec une spatule, c'est-à-dire avec des traits légers: une lumière mexicaine ou péruvienne qui l'atteint intacte et sans intermittence sur le rivage d'Alassio où il se tient avec son perroquet himalayen sur son épaule, attendant les visions du soleil . Abbacinato, s'il n'est pas frappé, peint ou mieux, projette sur la toile les couleurs, substance terreuse qui devient image pour une transmutation dont Berrino est l'agent conscient ou le démiurge inconscient. (Paolo Chiara)

## Exposições
Ele fez exposições em vários países e ganhou vários prêmios. Membro honorário de várias Academias, suas obras estão presentes em inúmeras coleções públicas e privadas e permanentemente expostas na Galeria de Arte de Monte Carlo, Principado de Mônaco (19, rue Basse, Principautè de Monaco).
- "Mario Berrino, Un mare di colori", Palazzo Cisterna, Torino, 2011[5]
- "Mario Berrino", Monte Carlo, Principautè de Monaco, 2013
- "Mario Berrino", Alassio, 2013
- "Le Tavolozze par Mario Berrino", 2012
- "Mario Berrino", Grande Arco de la Défense, Paris, 2000
- "Mario Berrino", Busto Arsizio, 1972, Radar Cinematografica, Rai[6]

As pinturas de Mario Berrino se tornaram parte das coleções inglesas de Eric Sykes, Max Bygraves, Wilfred J. Haughton, Ronald Gerard, E. Card e Montie Penfold.